# Galiny (Bartoszyce)
Galiny (deutsch Gallingen) ist eine  Ortschaft in der polnischen Woiwodschaft Ermland-Masuren. Sie gehört zur Landgemeinde Bartoszyce.

## Geographische Lage
Die Ortschaft liegt in der historischen Region Ostpreußen,  an der Pissa (poln. Pisa), etwa zehn Kilometer südlich der Stadt Bartoszyce  (Bartenstein). 
Die Grenze zum russischen Gebiet Kaliningrad (Königsberg) ist 25 Kilometer entfernt. Westlich des Ortes erstreckt sich ein etwa 20 km² großes Waldgebiet.

## Geschichte
Das erstmals 1336 schriftlich erwähnte Gallingen unterstand zu dieser Zeit als Zinsdorf der Komturei Balga des Deutschen Ordens. Dieser hatte das Land rund hundert Jahren zuvor erobert und im nahe gelegenen Bartenstein eine Burg zur Festigung seines Einflusses errichtet. Im Dreizehnjährigen Krieg (1454–1466) kam es zu Zerstörungen, denen auch die 1388 erbaute Kirche zum Opfer fiel. Sie wurde unmittelbar nach Kriegsende wieder aufgebaut. Die bis dahin unbedeutende, vorwiegend von Prussen bewohnte und von einer hölzernen Wasserburg geschützte landwirtschaftlich Siedlung fand erneut mit einer Urkunde vom 3. April 1468 Erwähnung, mit der der amtierende Ordens-Hochmeister Heinrich Reuß von Plauen dem aus Sachsen stammenden Ritter Wend von Ileburg das Dorf mit Mühle und 114 Hufen Land als Entlohnung für dessen Söldnerdienste im Dreizehnjährigen Krieg übereignete. Seine Nachfahren nannten sich später zu Eulenburg und besaßen neben Gallingen weitere Güter in Wicken (russisch Klimowka) bei Preußisch Eylau, Leunenburg (polnisch Sątoczno) und Prassen (Prosna), beide Landkreis Rastenburg und entwickelten entsprechend ihren Besitzungen unterschiedliche Linien. Aus der Gallinger Linie stammt der Frauenburger Domherr Gottfried Heinrich zu Eulenburg (1670–1734). 1786 wurden die zu Eulenburgs in den Grafenstand erhoben.

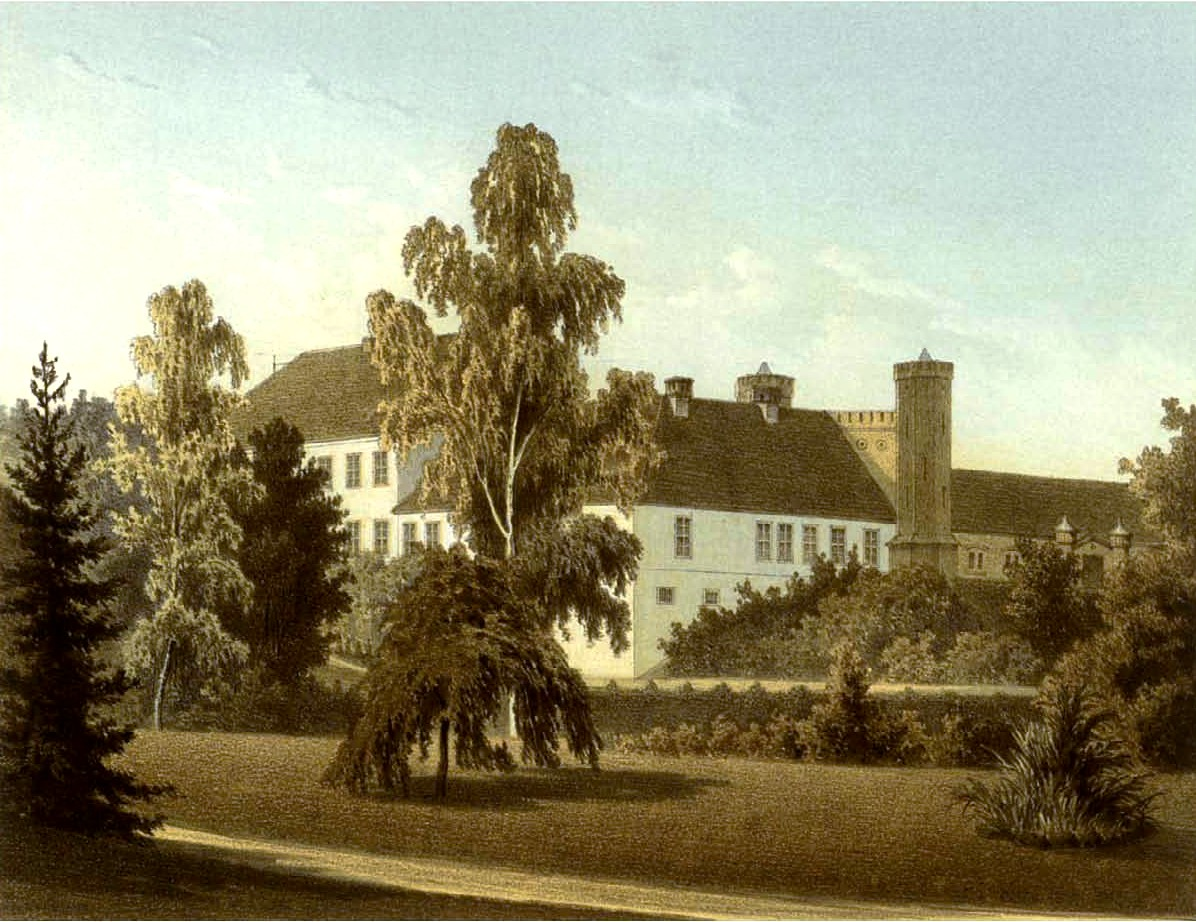
Schloss Gallingen um 1860, Sammlung Alexander Duncker

1589 wurde der von Botho zu Eulenburg veranlasste Bau eines Gutshauses vollendet. In das Gebäude wurde Reste der alten Wasserburg integriert. 1745 erfolgte der erste weitgehende Umbau des Herrensitzes, mit dem die heute noch vorhandene dreiflüglige Anlage entstand. Anfang des 19. Jahrhunderts besaß das Gut Gallingen 5.100 Morgen Land. Der damalige Besitzer Graf Alexander Ernst zu Eulenburg war Oberstleutnant des ostpreußischen 1. Leib-Husaren-Regiment Nr. 1. Seit 1701 zum Königreich Preußen gehörend, wurde Gallingen anlässlich einer Verwaltungsreform zum 1. Februar 1818 dem Kreis Friedland (ab 1927: Landkreis Bartenstein umbenannt) zugeordnet. 1839 wurde das Gutshaus durch einen Brand beschädigt. Sein damaliger Besitzer Ludwig Botho zu Eulenburg nahm dies zum Anlass, die Anlage erneut umzubauen. Der linke Gebäudeflügel erhielt eine neugotische Form und zwei Türme. Sein Sohn Botho Ernst ließ einen vier Hektar großen Landschaftspark am Gutshaus anlegen.

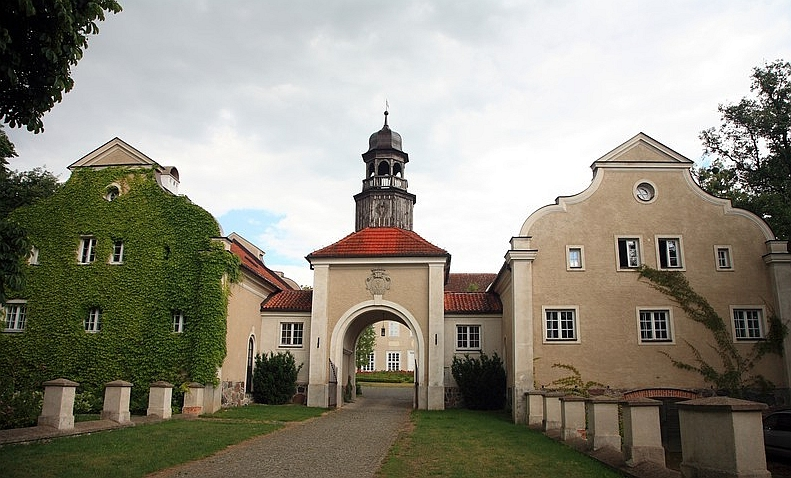
Gutshaus, Eingangsbereich

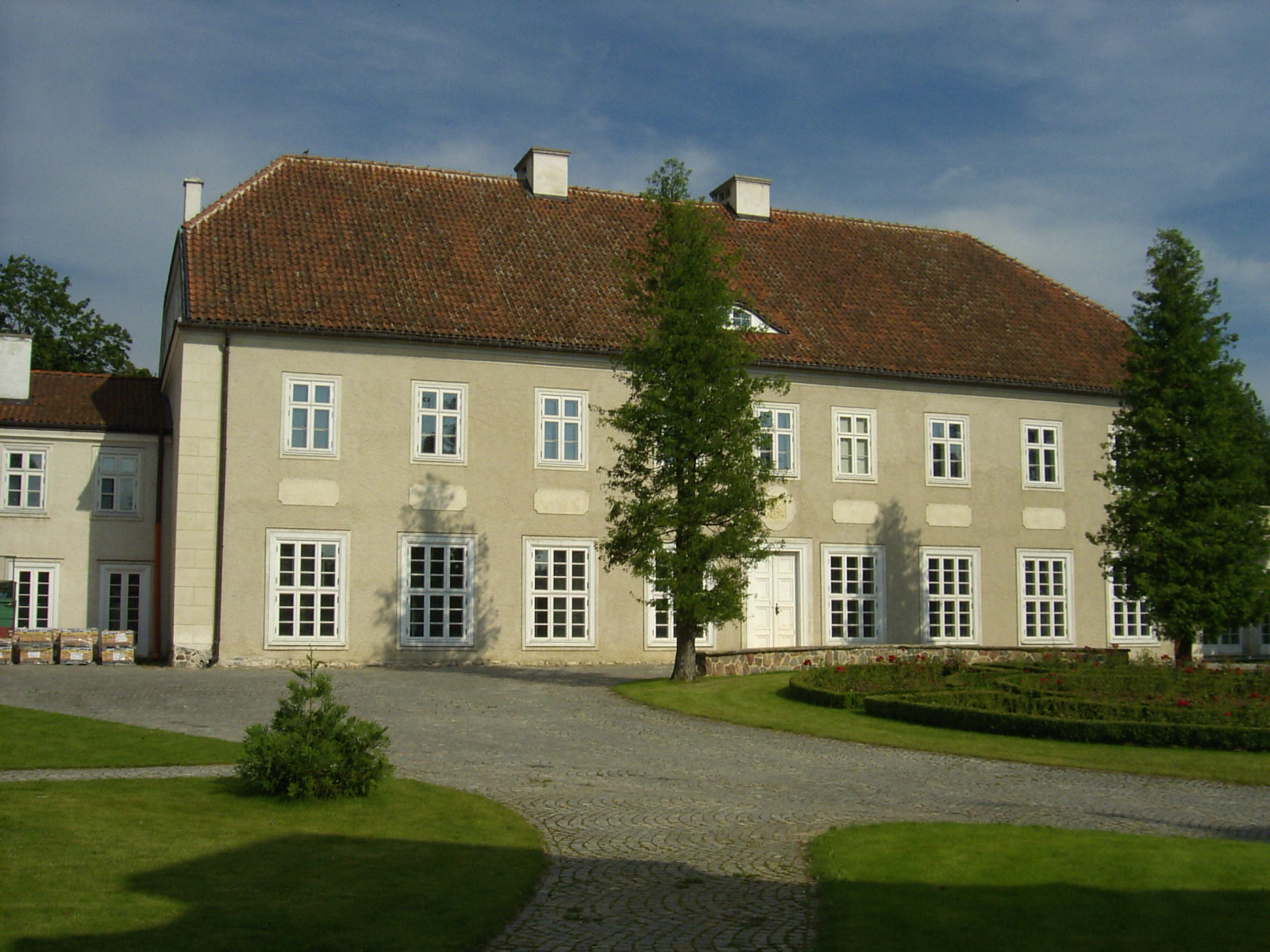
Gutshaus, Mitteltrakt

Mit einer erneuten preußischen Verwaltungsreform wurde Gallingen 1874 Sitz des gleichnamigen Amtsbezirkes im Kreis Friedland, zu dem das Dorf und der Gutsbezirk gehörten. Erster Amtsvorsteher wurde der Oberinspektor des Eulenburgischen Gutes. Von 1883 bis 1905 übten die Eulenburger Grafen das Amt selbst aus. 1910 hatte der Amtsbezirk 743 Einwohner, davon im Gutsbezirk 298. Der spätere Reichstagsabgeordnete Botho-Wendt zu Eulenburg beauftragte 1921 den schlesischen Architekten Graf Hochberg mit einem abermaligen Umbau des Gutshauses. Dabei wurden die neugotischen Änderungen von 1839 zurückgenommen und das Gebäudeensemble erhielt eine neubarocke Gestaltung. 
Am 1. April 1927 hatte der Gutsbezirk Gallingen eine Flächengröße von 1259 ha, 02 ar und 30 m², und am 16. Juni 1925 hatte der Gutsbezirk 338 Einwohner. Nach der Eingliederung des Gutsbezirkes in die Landgemeinde Gallingen, zusammen mit dem Nachbarort Zanderborken  am 30. September 1928,  zählte die so veränderte Landgemeinde im Jahre 1933 814 Einwohner und erreichte damit die höchste Bevölkerungszahl bis zum Ausbruch des Zweiten Weltkriegs. Als sich Ende 1944 zahlreiche Flüchtlingstrecks durch Ostpreußen bewegten, stellte Graf Botho-Wendt den durch Gallingen ziehenden Flüchtlingen den gesamten Gutskomplex als Zwischenstation zur Verfügung. Er selbst wurde nach der Einnahme des Gutes durch die Rote Armee im Januar 1945 verhaftet und starb auf den Weg in die Deportation. Auch die Einwohner Gallingens starben zum größten Teil auf der Flucht nach Westen. Das Gutshaus wurde vollständig geplündert, die Inneneinrichtung auf dem Innenhof verbrannt.
Im Mai 1945 wurde das Dorf von der Sowjetunion besatzungsrechtlich der Volksrepublik Polen zur Verwaltung überlassen; es erhielt anschließend den polonisierten Namen „Galiny“. In der Folgezeit wurde die einheimische Bevölkerung von der polnischen Administration aus dem Kreisgebiet vertrieben. 
Das Dorf war von 1946 bis 1954 und danach noch einmal von 1973 bis 1977 eine selbständige Landgemeinde (Gmina wiejska). Danach wurde sie der Landgemeinde Bartoszyce (Bartenstein) zugeordnet. Im ehemaligen Gutshaus wurde 1946 ein Ferienlager für Warschauer Kinder eingerichtet. Nach Übernahme durch den polnischen Staatsschatz wechselten Nutzer und Bewirtschaftung, bis es samt Park in den 1980er Jahren völlig verfiel. 1995 begannen polnische Investoren aus Warschau, die Anlage als „Pałac Galiny“ wieder aufzubauen und ein Hotel sowie ein Gestüt einzurichten. 2006 hatte Galiny 910 Einwohner. Im Jahre 2021 waren es noch 666.

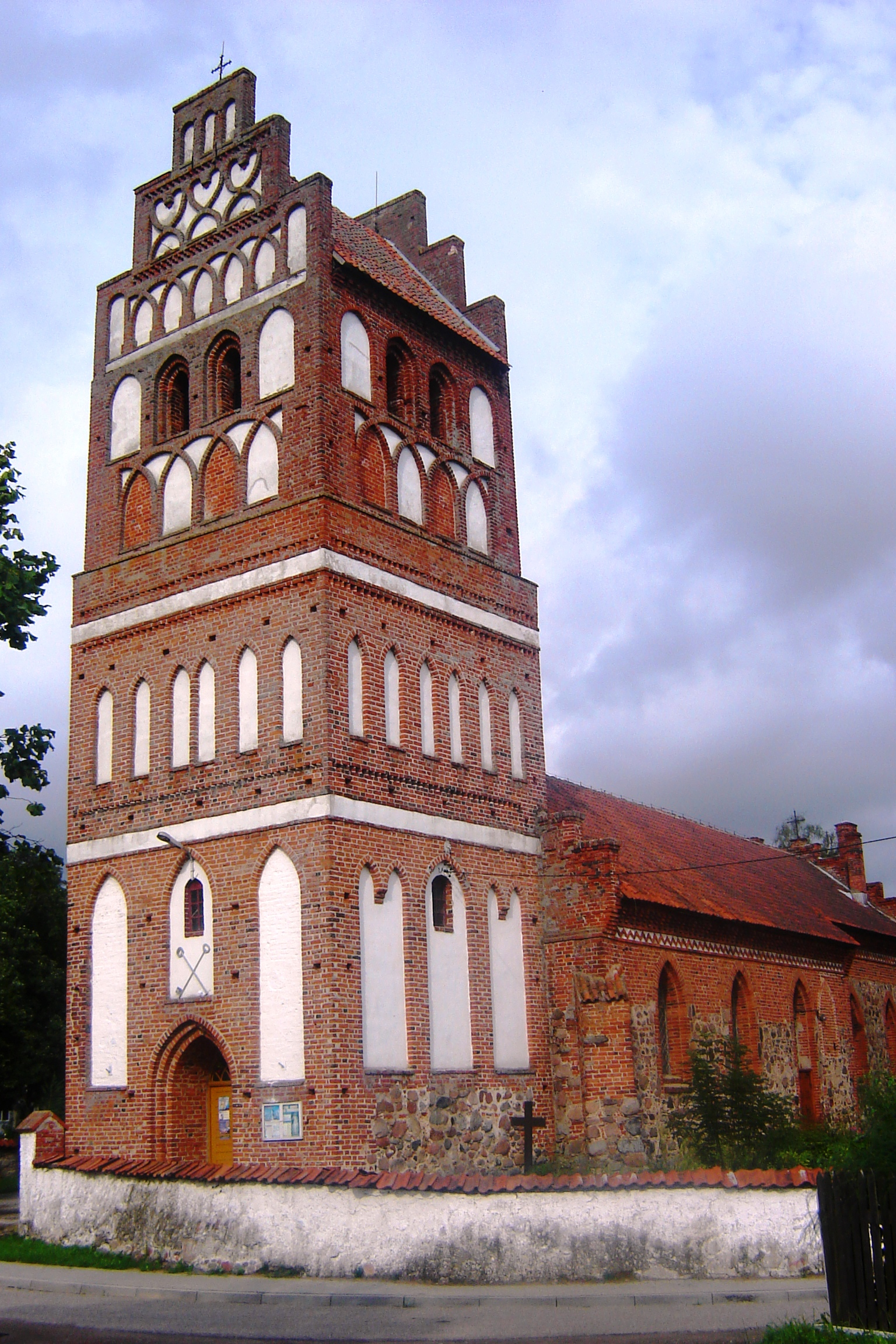
Kirche, Südwestansicht

## Religion
Christentum

### Kirchengebäude
Eine erste Kirche in Gallingen ist 1388 erwähnt. In ihrer heutigen Gestalt im gotischen Stil entstand um 1470 die Gallinger Kirche nach der Zerstörung des Vorgängerbaus im Dreizehnjährigen Krieg. Die Reste der alten Kirche wurden zum Chor umgebaut und nach Westen hin das neue Kirchenschiff hauptsächlich aus Feldsteinen angefügt. Der vier Stockwerke hohe Turm aus Backstein wurde 1500 errichtet. Seine landschaftstypischen Staffelgiebel erhielt er erst 1857. Im gleichen Jahr wurden die Fenster erneuert und im Innern eine Kassettendecke eingebaut. Der Hochaltar wurde 1744 vom Bartensteiner Bildhauer Döbert geschnitzt und 1752 vom Königsberger Maler Rindfleisch vergoldet. Die mit dem Altar verbundene Kanzel ist verloren gegangen. Botho zu Eulenburg stiftete um 1600 einen kostbaren Patronatsstuhl. Die 1601 eingebaute Empore und die Barockorgel wurden nach dem Zweiten Weltkrieg aus der Kirche entfernt. Auch die vom Domherrn Gottfried Heinrich zu Eulenburg 1728 gestiftete Bibliothek, die zuletzt mehrere Tausend Bände und eine der ältesten Ausgaben des Sachsenspiegel besaß, ging nach 1945 verloren.
Die Kirche war bis 1945 ein evangelisches Gotteshaus und wurde dann an die katholische Kirche übergeben. Sie weihte das Gebäude neu und gab ihr den Namen Kościół św. Wniebowzięca NMP (Kirche Mariä Himmelfahrt).

### Kirchengemeinde
Gallingen war ein altes Kirchdorf und bestand als solches bereits in vorreformatorischer Zeit. Die Reformation hielt bereits früh Einzug. Gehörte Gallingen anfangs zur Inspektion Bartenstein, so war das Pfarrdorf zuletzt in den Kirchenkreis Friedland (heute russisch: Prawdinsk), umbenannt in Kirchenkreis Bartenstein (heute polnisch: Bartoszyce) eingegliedert. Er gehörte zur Kirchenprovinz Ostpreußen der Evangelischen Kirche der Altpreußischen Union.
Heute lebt eine überwiegend katholische Bevölkerung in Galiny. Der Ort ist weiterhin Pfarrsitz, und zugeordnet ist die Filialgemeinde Szwaruny (Groß Schwaraunen). Er gehört zum Dekanat Bartoszyce im Erzbistum Ermland der Katholischen Kirche in Polen. Hier lebende evangelische Kirchenglieder sind in die Kirchengemeinde in Bartoszyce eingegliedert, die eine Filialgemeinde von Kętrzyn (Rastenburg) ist und zur Diözese Masuren der Evangelisch-Augsburgischen Kirche in Polen gehört.

## Verkehr
Durch den Ort führt die Landesstraße 57 (ehemalige deutsche Reichsstraße 128) von Bartoszyce nach Biskupiec (Bischofsburg). 

## Söhne und Töchter (Auswahl)
- Botho-Wendt zu Eulenburg (1883–1945), Gutsbesitzer und Politiker